# Louise d'Orange-Nassau
La princesse Frédérique - Louise Wilhelmine d'Orange-Nassau, née le 28 novembre 1770 à La Haye et morte le 15 octobre 1819 à Amsterdam est une princesse héréditaire de Brunswick; mariée le 14 octobre 1790 au prince Charles-George-Auguste de Brunswick-Wolfenbüttel (1766 – 20 septembre 1806), fils de Charles-Guillaume-Ferdinand de Brunswick-Wolfenbüttel. Elle était connue dans sa famille comme "Loulou".

## Biographie
Louise est la fille de Guillaume V d'Orange-Nassau et de Wilhelmine de Prusse. Conformément à la nouvelle mode de garde des enfants à la fin du 18e siècle, sa mère supervise personnellement son éducation, contrairement à ce qui a été le cas pour les enfants de sa classe, et elle conserve avec sa mère une relation étroite. Louise est éduquée par sa gouvernante Victoire E. Hollard et le professeur Herman Tollius et instruite dans la langue néerlandaise, bien que sa langue maternelle soit le français, comme c'est la coutume pour les royautés européennes à l'époque. Elle est intéressée par la musique, le théâtre et l'écriture, participant à une troupe de théâtre amateur et a Johan Colizzi comme professeur de musique.
Louise est proposée en mariage au prince héritier de Prusse, mais les plans sont annulés. En 1789, Charles-Guillaume-Ferdinand de Brunswick-Wolfenbüttel fait officiellement une proposition de mariage au nom de son fils aîné et héritier, Charles-Georges-Auguste de Brunswick-Wolfenbüttel. Le mariage est vu comme un geste de gratitude et d'alliance entre la Maison d'Orange et le duc de Brunswick, qui a aidé ses parents pendant la rébellion en 1787. Louise n'est pas forcée d'être d'accord, mais apparemment, elle accepte, bien consciente du fait qu'il est très difficile pour elle de trouver un autre conjoint approprié.
Le mariage est célébré le 14 octobre 1790 à Haag, et les époux s'installent à Brunswick. Louise a le mal du pays et connait des difficultés à s'adapter à de nouvelles coutumes. Elle débute une correspondance avec sa mère, sa gouvernante et son ancien précepteur, qui est conservée et considérée comme une source importante de la vie à la cour de Brunswick. Son conjoint est né mentalement limité et aveugle et elle est plus une infirmière qu'une épouse. Il est décrit comme totalement dépendant d'elle. En 1791, elle indique dans une lettre que son mariage est stérile et que son mari semblait plutôt heureux avec elle. Le fait que l'héritier du duché n'a pas d'enfants et n'est pas censé en avoir, lui vaut de devoir renoncer à sa position d'héritier au profit de son frère cadet. Quand ses parents sont contraints de fuir les Pays-Bas, en 1795, elle perd son revenu personnel et devient dépendante financièrement de ses beaux-parents.
En 1806, elle est veuve, et quand son père meurt en exil, sa mère vient vivre avec elle à Brunswick. La même année, le duché est envahi par la France, et elle quitte Brunswick pour la Suisse avec sa mère. Elle et sa mère connaissent une période difficile avec peu d'argent. En 1807, elles rejoignent finalement la famille de sa mère, en Prusse, où elles s'installent. Elle rejoint la famille de son mari, en Angleterre. En 1814, elle s'installe aux Pays-Bas avec sa mère, et passe les hivers à la Haye et les étés à Zorgvliet à l'extérieur de Haarlem.